# Papuasia
A Papuásia é uma região botânica de nível 2 definida no Esquema Geográfico Mundial para Distribuições de Plantas de Gravação (WGSRPD). Encontra-se no sudoeste do Oceano Pacífico, na ecorregião Melanésia da Oceania e Ásia Tropical.
Compreende as seguintes entidades políticas:
- Ilhas Aru e Papua Ocidental no leste da Indonésia
- Papua Nova Guiné
- Ilhas Salomão (excluindo as Ilhas Santa Cruz)[2]